# Goniophlebium rajaense
Goniophlebium rajaense là một loài thực vật có mạch trong họ Polypodiaceae. Loài này được (C. Chr.) Parris miêu tả khoa học đầu tiên năm 1980.